# Zettlitz
Zettlitz  est une commune de Saxe (Allemagne), située dans l'arrondissement de Saxe centrale, dans le district de Chemnitz.

## Géographie
Zettlitz est situé environ 4 km au nord-est de Rochlitz et 4 km ouest de Geringswalde, au nord de la route fédérale B 175 et à l'est de la rivière Zwickauer Mulde dont le tributaire Lochmühlenbach traverse le territoire de la commune. Le paysage est vallonnée, fait partie des collines lœssiques du Centre-Saxon, et est surtout cultivée. L'ardoise a été extraite près du village de Methau.

## Histoire
En 1233, un homme nommé Heinricus de Ceteliz est mentionnée dans un document, dont il n'est pas certain qu'il fasse référence à Zettlitz ou Zedtlitz (près de Borna). La première mention confirmée du village de Zettlitz (écrite Czetelicz à l’époque) date de 1350. Le nom de lieu est dérivé d'un nom de personne sorabe Cetel. Des autres orthographes éprouvées sont Czetlicz (XVe siècle) et Zettelitz (1548). L'orthographe actuelle est utilisée depuis le XVIIIe siècle.
La commune actuelle est formée par l'incorporation de plusieurs villages voisines de Zettlitz :
- Arnsdorf (1935)
- Ceesewitz et Methau (1950)
- Kralapp et Rüx (1964)
- Hermsdorf (anciennement Hochhermsdorf) (1965)